# Plantago subulata
El llantén aleznado (Plantago subulata) es una herbácea de la familia de las plantagináceas.

## Descripción
Este llantén tiene tallos florales de 10-20 cm. Sus tallos son leñosos y frecuentemente cubiertos de restos de viejas hojas. Estas son muy numerosas y densas, finas, (1-1,5 mm) y aleznadas, de sección trinagular en la punta al menos. Las flores en primavera y verano, se agrupan en espigas algo menos densas que en sus congéneres, sobre tallos de longitud muy variable.

## Distribución y hábitat
En el Mediterráneo, excepto Baleares y Chipre. Hábitats costeros, ocasionalmente en el interior en terrenos arenosos y taludes de carreteras.

## Taxonomía
Plantago subulata fue descrita por Carlos Linneo y publicado en Species Plantarum 1: 115. 1753.
Etimología
Plantago: nombre genérico que deriva de  plantago = muy principalmente, nombre de varias especies del género Plantago L. (Plantaginaceae) –relacionado con la palabra latina planta, -ae f. = "planta del pie"; por la forma de las hojas, según dicen–. Así, Ambrosini (1666) nos cuenta: “Es llamada Plantago por los autores latinos, vocablo que toman de la planta del pie (a causa de la anchura de sus hojas, las que recuerdan la planta del pie; y asimismo porque las hojas tienen líneas como hechas con arado, semejantes a las que vemos en la planta del pie)”
subulata: epíteto latíno que significa "en forma de punzón".
Sinonimia
- Plantaginella carinata Fourr.
- Plantaginella subulata (L.) Fourr.
- Plantago acanthophylla Decne.
- Plantago carinata Schrad. ex Mert. & W.D.J.Koch
- Plantago holosteum Scop.
- Plantago humilis Guss.
- Plantago subulata subsp. humilis (Guss.) Greuter & Burdet
- Plantago subulata subsp. insularis Nyman[6]

## Nombres vernáculos
- hierba de las almorranas (3), la de las almorranas, llantén alesnado (2), llantén aleznado, planta de las almorranas, plantago, raíz de las almorranas.[7]